# Bianca Piccolomini Clementini
Bianca Piccolomini Clementini, née le 7 avril 1875 à Sienne en Italie, morte le 14 août 1959 à Sienne, est une religieuse italienne, fondatrice d'une congrégation religieuse, la Compagnie de Sainte Angèle Merici.
Réputée pour sa sainteté, elle est reconnue vénérable par le pape François en 2016. Elle est fêtée localement le 14 août.

## Biographie
Bianca Piccolomini Clementini naît le 7 avril 1875 à Sienne,. Elle est d'une famille comtale d'ancienne origine, sans parents sont des propriétaires terriens aisés, fervents catholiques et fidèles au pape.
Bianca Piccolomini Clementini prend en charge la formation religieuse des ouvrières en broderie travaillant dans un atelier fondé par sa famille, qui devient une vraie entreprise dont elle est la dirigeante et la propriétaire.
Elle réfléchit à une forme de vie consacrée qui serait à la fois professionnelle et religieuse, comportant un apostolat auprès des jeunes femmes, et en portant des habits ordinaires. Le rythme de son entreprise de broderie évolue à partir de 1915, comportant des temps de prière et de lecture spirituelle. L'année suivante, un prêtre lui présente le modèle de vie suivi par deux religieuses de Brescia, conforme à la règle séculaire des Ursulines.
La nouvelle congrégation est fondée le 25 novembre 1917. Bianca Piccolomini Clementini devient sœur Marguerite du Saint Sacrement (S. Margherita del S. Sacramento). Sa mère, initialement opposée au projet, demande à rejoindre le groupe de sa fille, et met à disposition la Villa Santa Regina pour la formation des nouvelles.
Les constitutions de la congrégation sont approuvées en 1937.
Malade, malvoyante et ne pouvant plus marcher, Mère Marguerite démissionne de la direction de la compagnie en 1957. Elle meurt le 14 août 1959 à Sienne.
Une grande partie de ses écrits et de sa correspondance paraît en cinq volumes publiés de 1991 à 2001, B. Piccolomini Clementini, Gli scritti, à Brescia par G. Antignani.

## Procédure en béatification
La cause pour l'éventuelle béatification de Bianca Piccolomini Clementini (Marguerite du Saint Sacrement) est étudiée au niveau diocésain, puis transmise à Rome auprès de la Congrégation pour les causes des saints. Le pape François autorise le 3 mars 2016 la publication du décret, daté du lendemain, sur l'héroïcité de ses vertus, ce qui la reconnaît vénérable,,. Sa fête, pouvant être célébrée localement, est fixée au 14 août.